# 黄志豪 (政治人物)
黄志豪（1970年2月—），广东省东莞市人，汉族，中国共产党党员，中华人民共和国政治人物。曾任中共珠海市委副书记、珠海市人民政府市长、党组书记。

## 生平
1993年毕业于中山大学法律学系经济法专业，毕业后历任东莞市政府经济研究室干部、广东发展银行东莞分行办公室主办科员、办公室副经理、法律事务部副经理、行长助理、办公室经理、法律事务部经理、资产管理部经理、副行长、党委书记、行长。
2007年4月开始，黄志豪从银行界回到政界，担任东莞市茶山镇党委副书记、镇长。2008年7月，任云浮市郁南县委书记、县人大常委会主任。2012年1月，任云浮市人民政府副市长。2014年6月，任广东省金融办副主任、党组成员。2015年1月，任中共佛山市委常委、佛山市人民政府党组副书记。2015年3月接替区邦敏任佛山市人民政府常务副市长。2016年4月，转任中共南海区委书记、广东金融高新区发展促进局党委书记、佛山高新区党工委书记、西樵山风景名胜区党工委书记。2019年7月，任中共惠州市委副书记。2020年7月，任广东省农村信用社联合社党委书记。2021年1月，兼任广东省农村信用社联合社理事会理事长。
2021年5月，任中共珠海市委副书记、珠海市人民政府副市长、代市长。2021年6月正式当选为珠海市人民政府市长，在任期间发生珠海市體育中心駕車撞人事件，2024年12月，不再担任珠海市长。